# Veniamin Levich
Veniamin Levich (n. 30 martie 1917 Harkov, Ucraina — d. 19 ianuarie 1987, Englewood, New Jersey, Statele Unite a fost un fizician sovieto-american ce a contribuit la studierea aspectelor hidrodinamice ale fenomenelor electrochimice. A formulat ecuația referitoare la electrodul disc rotitor. A fundamentat domeniul hidrodinamicii chimice scriind o carte cu acest subiect Physicochemical Hydrodynamics 1962.